# Coly
Coly is een plaats en voormalige gemeente in het Franse departement Dordogne (regio Nouvelle-Aquitaine) en telt 219 inwoners (2005). De plaats maakt deel uit van het arrondissement Sarlat-la-Canéda. Coly is op 1 januari 2019 gefuseerd met de gemeente Saint-Amand-de-Coly tot de gemeente Coly-Saint-Amand. 

## Geografie
De oppervlakte van Coly bedraagt 8,0 km², de bevolkingsdichtheid is 27,4 inwoners per km².
De onderstaande kaart toont de ligging van Coly met de belangrijkste infrastructuur en aangrenzende gemeenten.

## Demografie
Onderstaande figuur toont het verloop van het inwonertal.